# Columbia Records
 (транскр.  Коламбија рекордс) америчка је дискографска кућа из Њујорка. Основана је 1888. године, те најстарија позната дискографска кућа у свету. Тренутни власник је Sony Music Entertainment.

## Извођачи
Данас је Columbia Records дискографска кућа мултинационалне корпорације Sony Music Entertainment. Неки од најпознатијих бивших и садашњих извођача Columbia Records међу стотинама осталих су:
- Алис ин чејнс
- Адел
- Аеросмит
- Леонард Бернштајн
- Дејвид Боуи
- Џеф Бакли
- Феручо Бусони
- Мараја Кери
- Џони Кеш
- Петула Кларк
- Леонард Коен
- Сајпрес хил
- Мајлс Дејвис
- Дестинис чајлд
- Боб Дилан
- Дјук Елингтон
- Арета Френклин
- Марвин Геј
- Дејвид Гилмор
- Џи јунит
- Били Холидеј
- Насир Џоунс
- Хулио Иглесијас
- Ајрон мејден
- Махалија Џексон
- Џенис Џоплин
- Џудас прист
- Бијонсе Ноулс
- Синди Лопер
- Џон Леџенд
- Ник Мејсон
- Пол Макартни
- Џорџ Мајкл
- Вили Нелсон
- Тхе Оффспринг
- Доли Партон
- Лес Пол
- Кејти Пери
- Пинк Флојд
- Серарт
- Шедоуз
- Шакира
- Френк Синатра
- Беси Смит
- Брус Спрингстин
- Барбра Страјсенд
- System of a Down
- Топаз
- Сузан Бојл
- Мади Вотерс
- Роџер Вотерс
- Вилсон Филипс
- Егзибит
- Јардбердс
- Нели